# 黎根

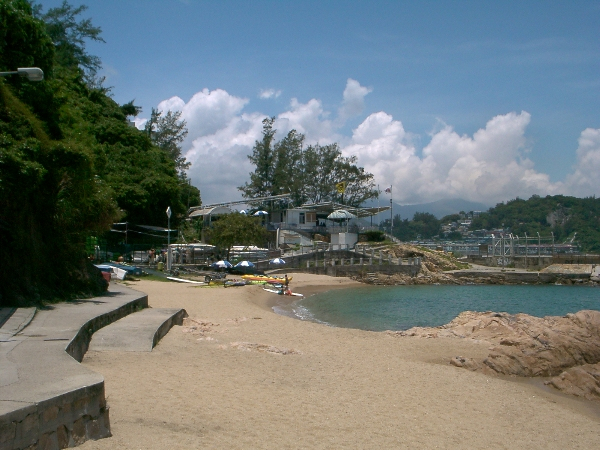
黎根在長洲經營的小茶座

黎根（1944年9月9日—），香港滑浪風帆教練，他是香港奧運金牌得主——「風之后」李麗珊的舅父和啟蒙老師，也是台灣藝人周群達（原名黎登勤）的父親。
黎根是香港首批愛好帆板運動的人之一，他一直在長洲生活，經營一間海邊的小茶座及租賃帆板。李麗珊4歲起便搬到舅父黎根家中居住，當時黎根未有子女，12歲起教授李麗珊滑浪風帆技術。

## 虛構角色
香港動畫《麥兜故事》曾拿黎根來開玩笑。劇情提到主角麥兜由母親麥太帶領到長洲，欲跟隨黎根學習滑浪風帆，但黎根只教他長洲另一著名運動——搶包山。根據《明報》為黎根做的訪問中，黎根表示，他除了滑浪風帆以外的另一項絕技並非搶包山，而是煮咖啡和罵人。另外，黎根不像動畫裡的黎根（黃秋生配音）一樣會說潮汕話或閩南語。

## 外部連結
- 李麗珊一舉成名天下知(介紹李麗珊年幼跟隨黎根)